# مطويات الأجنحة
مطوية الأجنحة أو منثنية الأجنحة أو ذوات الأجنحة المضفورة أو الذباب ملتف الأجنحة (الاسم العلمي: Plecoptera)، هي رتبة من طائفة الحشرات، تشتهر باسم ذباب الحجر. هناك حوالي 3500 نوع حول العالم، إضافة إلى أنواع أخرى لم تُكتشف بعد. ويوجد ذباب الحجر في أنحاء العالم ما عدا القارة القطبية الشمالية. ويُعتقد بأن ذباب الحجر من بين أبسط مجموعات حديثات الأجنحة، وشديدة الشبه بأنواع متعارف عليها في الفترات الجيولوجية الكربوني والبرمي السفلى، رغم أن ذباب الحجر الحقيقي ظهر في الحفريات بصغر سنها فقط. والراجح أن التنوع الحالي من الحقبة الوسطى.
وذباب الحجر يعيش في نصفي الأرض الجنوبي والشمالي، وتختلف أعدادها تمامًا من مكان لآخر رغم ما يقول به الدليل التطوري من أن الأنواع عبرت خط الاستواء لعدد من المرات قبل أن تعود إلى عزلتها الجغرافية.
وكل أنواع ذباب الحجر لا تستطيع الصمود أمام تلوث المياه، وإذا وجدت في مجرى مياه أو ماء راكد فهذا دليل على أن المياه بحالة جيدة أو ممتازة.

## الوصف والبيئة

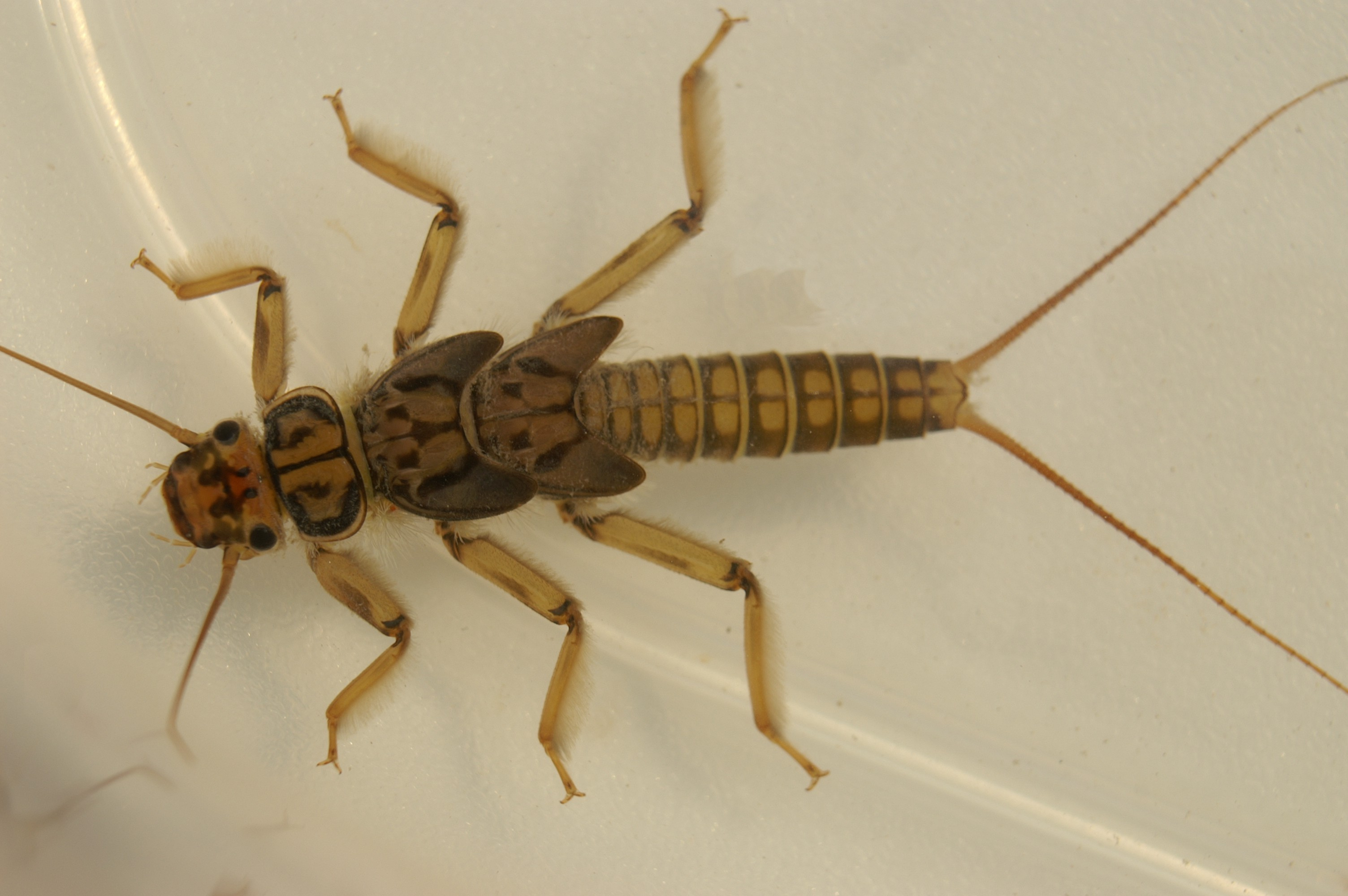
حوراء (Nymph) لذبابة حجر غير محددة الهوية

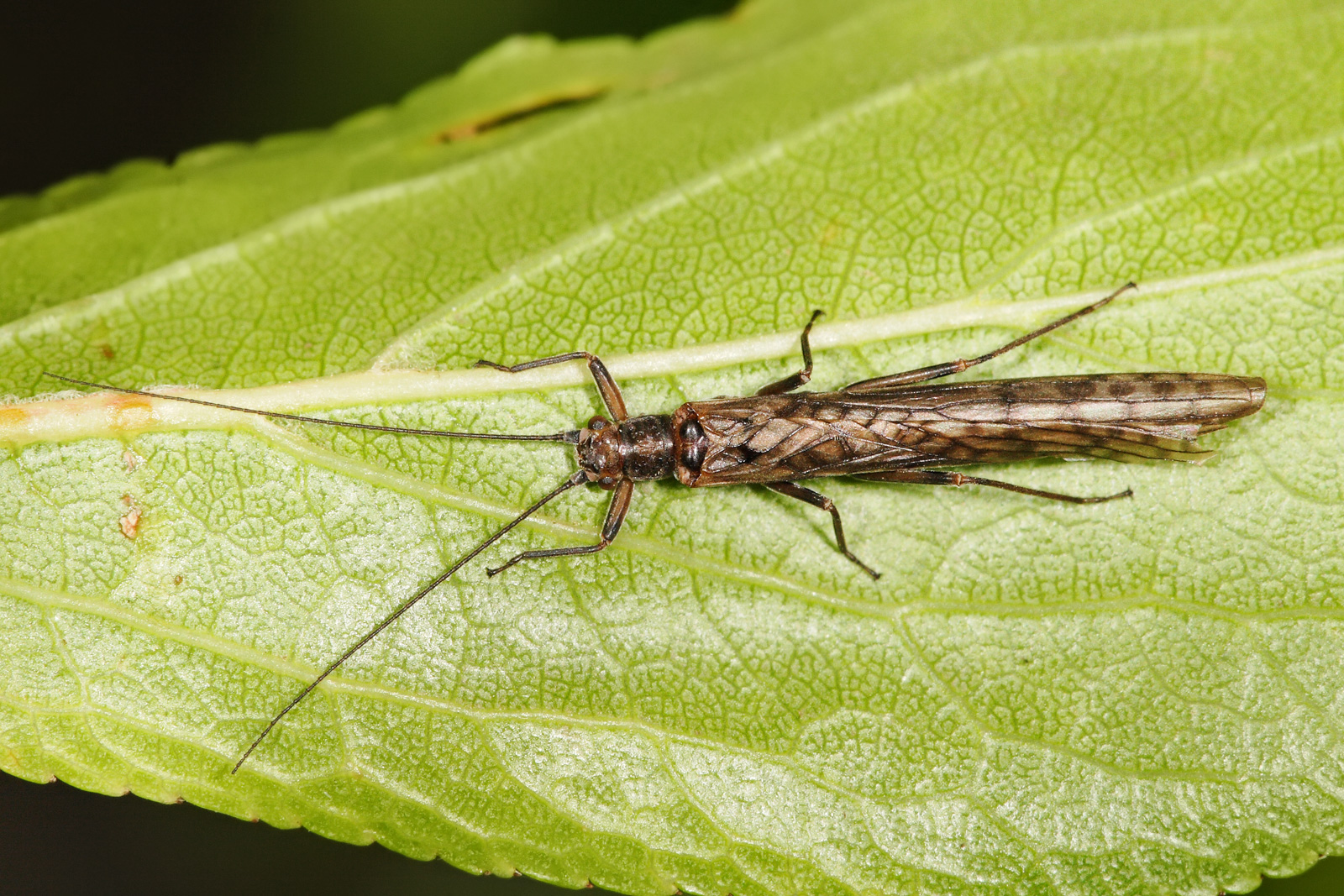
دينوتوبرلا يافعة بالغة)
(جريبوبتريجيداي: دينوتوبيرليناي)

وتشريح ذباب الحجر يشبه التشريح العام، باستثناء قليل من السمات الخاصة فهي تتكون من أجزاء فم بسيطة وفك طويل للمضغ وقرن استشعار متعدد الأقسام وعين مركبة طويلة واثنين أو ثلاث من العيون البسيطة. والأرجل قوية وتنتهي كل واحدة منها بمخلبين. والبطن ناعمة نسبيًا وقد تحوي بداخلها بقايا خيشوم حورائية وحتى بعد بلوغها. ويخرج من طرف الحوراء والذبابة البالغة ذنب مزدوج طويل.
واسم «بليكوبترا» (Plecoptera) يعني حرفيًا «الأجنحة المضفرة»، وهذا الاسم مأخوذ من كلمة بليكاين في اللغة الإغريقية القديمة (πλέκειν، «ضفّر») وبتيركس (πτέρυξ، «جناح»). وهذا يلمح إلى التعرق المعقد في زوجي الأجنحة، التي تكون خلوية ومثناة بطريقة مستوية على الظهر. ولا يقدر ذباب الحجر على الطيران لفترة طويلة، وبعضها يكون عديم الأجنحة تمامًا.
وهناك أنواع قليلة عديمة الأجنحة لا يعرف منها سوى ذبابة الصخر القاعية لايك تاهوي ("كابينا" لاكوسترا) أو بايكالوبيرلا، وربما يُستثنى من ذلك صرصور البحر، التي تعيش في المياه من الميلاد إلى الممات. وقد تكون بعض أنواع البق المائي الحقيقي هي الأخرى مائية تمامًا طوال حياتها، ولكنها قد تتركها للتنقل من مكان لآخر.
تضع الأنثى مئات بل آلاف البيض في شكل كرة تحملها في أول الأمر على بطنها، ثم تودعها بعد ذلك في المياه. ودائمًا ما يحتاج البيض أسبوعين أو ثلاثة أسابيع حتى يفقس، ولكن تعاني بعض الأنواع من التأخر، حيث يظل البيض ساكنًا طوال الفصل الجاف ويفقس فقط عندما تتحسن الظروف. ويحب ذباب الحجر العيش في المناطق ذات الماء الجاري.
والحوراء من الأطوار المائية وتعيش في المناطق القاعية من البحيرات والجداول الغنية بالأكسجين. وهناك أنواع قليلة في نيوزيلاندا والجزر المجاورة التي تعيش بها الحوراء البرية، ولكن حتى هذه الأنواع لا تعيش إلا في المناطق الشديدة الرطوبة. وتتشابه الحوراء في تركيبها مع الأطوار البالغة عديمة الأجنحة، ولكنها تكون خياشيم خارجية قد تظهر على أي جزء من الجسم. إضافة إلى أنه يمكنها التنفس من خلال عموم سطح الجسم، وبعضها لا يعتمد على الخياشيم مطلقًا. ومعظم الأنواع تكون عشبية مثل الحوراء - تتغذى على الأوراق المغمورة والطحالب القاعية - ولكن تعتمد أنواع كثيرة على صيد المفصليات المائية الأخرى.
وتظل الحشرة على شكل حوراء من عام إلى أربعة أعوام حسب النوع، ويحدث لها انسلاخات من 12 إلى 33 مرة ثم تخرج وتصبح طورًا بريًا بالغًا. وتبقى الحشرة البرية على قيد الحياة لأسابيع معدودة، وتخرج في أوقات محددة من العام بعضها لا يتغذى على الإطلاق والبعض الآخر يتغذى على العشب.

## التصنيف
المتعارف عليه أن ذباب الحجر ينقسم إلي رتيبتين هما «أنتاركتوبرلاريا» (أو «أرتشيبرلاريا») وأركتوبرلاريا. ومع ذلك، يتكون الأول ببساطة من اثنين من الرتيبات القاعدية من ذباب الحجر التي لا تشبه أقرب أقربائها. ولذا لا تعد «أنتاركتوبرلاريا» مجموعة طبيعية (رغم وجود إدعاءات بخلاف ذلك).
وفي هذه الأثناء، كانت الأنتاركتوبيرلاريا تقسم إلي اثنين من الرتب الفوقية هما يوهولوجناثا (أوفيليبالبيا) وسيستيلخجناثا (أو ستيبالبيا أو سوبوليبالبيا). وهذا ما نص عليه علم الوراثة العرقي[بحاجة لمصدر]، باستثناء واحد هو: سكوربيداي التي يجب اعتبارها من الفصيلة القاعية في الأكتوبرلاريا ولا يمكن تحويلها لأي رتبة أخرى. وعوضًا عن ذلك، أدرجت السكوبوريداي في فرع حيوي «هولوجناثا» جنب إلى جنب مع يوهولوجناثا (تعني «هولوجناثا متقدمة»). ولكن حشرة سكوبوريداي ليست أقرب بكثير إلى يوهولوجناثا من سيستيلوجناثا[بحاجة لمصدر].
إضافة إلى ذلك، عدم اعتماد الفرعين الحيويين الأنتاركتوبيرلاريا وهولوجناثا يسمح بتصميم نظامي للبليكوبترا التي تنتج ما يكفي من الفينولوجي مع الحفاظ على الرتب التقليدية.

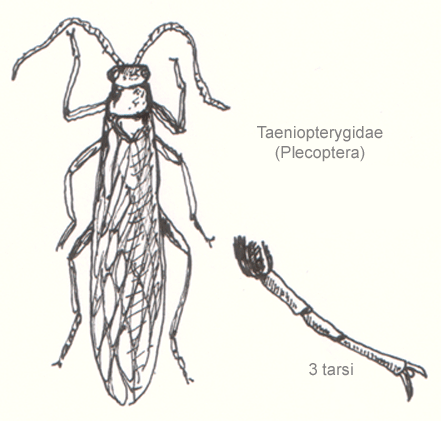
كبير العائلة تاينيوبتريجيداي (يوهولوجناثا)

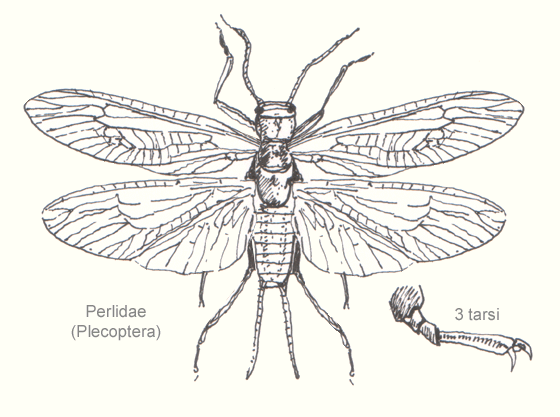
كبير العائلة برليداي (سيستلوجناثا)

السلالة القاعدية («الأنتاركتوبيرلاريا»)
- طائفة يوسثينيويداي
  - فصيلة ديامفيبنويداي
  - فصيلة يوسثينييداي
- طائفة ليبتوبرلويديا
  - فصيلة أوستروبرليداي
  - فصيلة جريبوبتريجيداي

رتيبة أركتوبرلاريا
- فصيلة قاعدية سكوبيوريداي
- فوق رتبة يوهولوجناثا
  - فصيلة كابنييداي (حوالي 300 نوع) - ذباب الحجر الشتوي الصغير
  - فصيلة لوكتريداي (300+ نوع) - ذباب الحجر ذو الأجنحة الملفوفة
  - فصيلة نيموريداي (600+ نوع) - ذباب الحجر الربيعي
  - فصيلة نوتونيموريداي
  - فصيلة تاينيوبتريجيداي (حوالي 75 نوعًا) - ذباب الحجر الشتوي
- فوق رتبة سيستيلوجناثا
  - فصيلة كلوروبرليداي (100+ نوع) - ذباب الحجر الأخضر
  - فصيلة برلداي (حوالي 400 نوع) - ذباب الحجر الشائع
  - فصيلة بيرلوديداي (250+ نوع) ذباب الحجر البيرلوديد
  - فصيلة بيلتبرليداي (حوالي 68 نوعًا) - ذباب الحجر الشبيه بالصرصور
  - فصيلة ستيلوبرليداي (حوالي 10 أنواع) ذباب الحجر الإبري
  - فصيلة بتيرونارسيداي (حوالي 12 نوعًا) - ذباب الحجر العملاق

## وصلات خارجية
قالب:روابط شقيقة مضمن